# جسر الانتفاضة الوطنية السلوفاكية

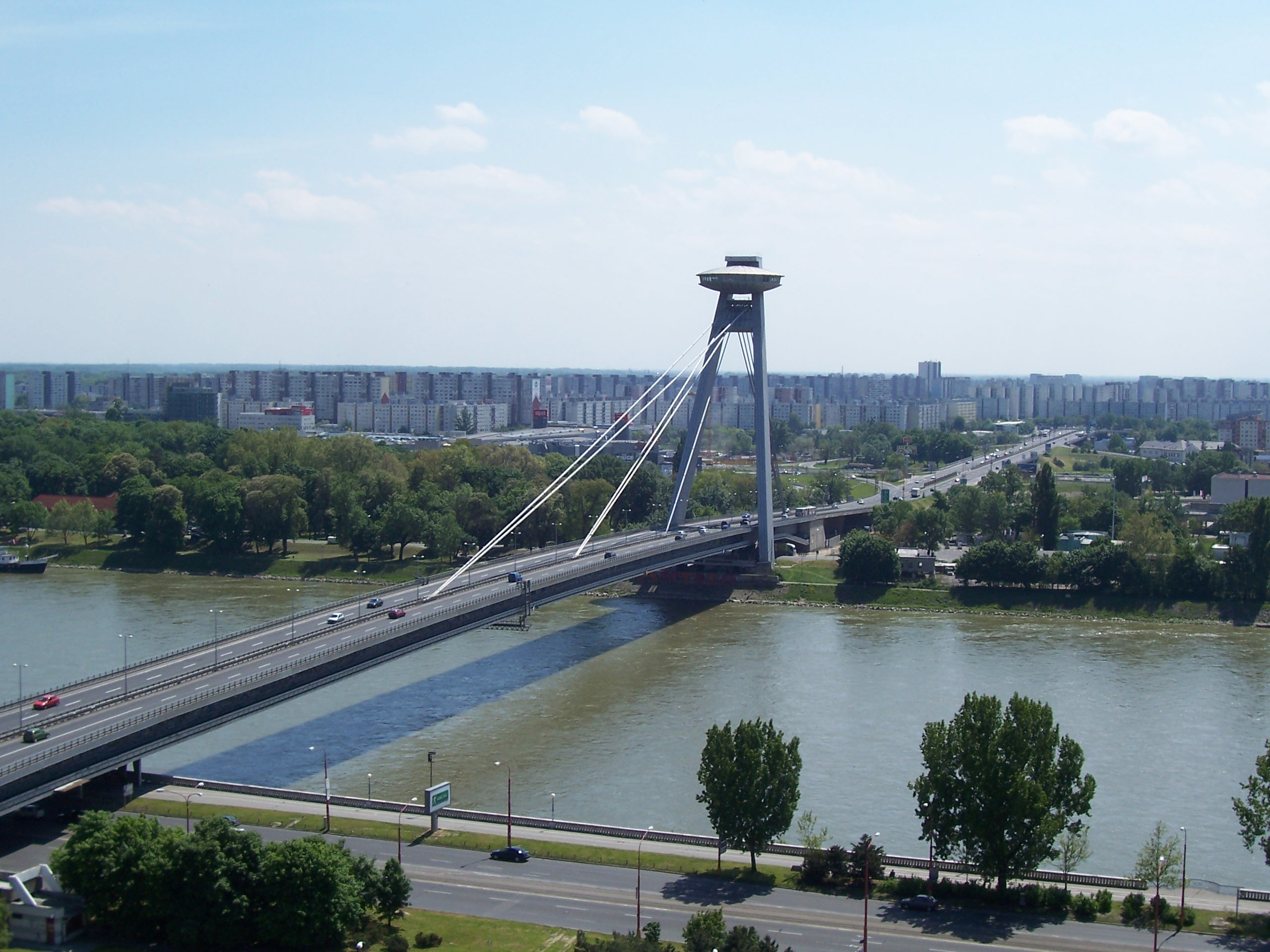
منظر يطل على الجسر من تلة القلعة.

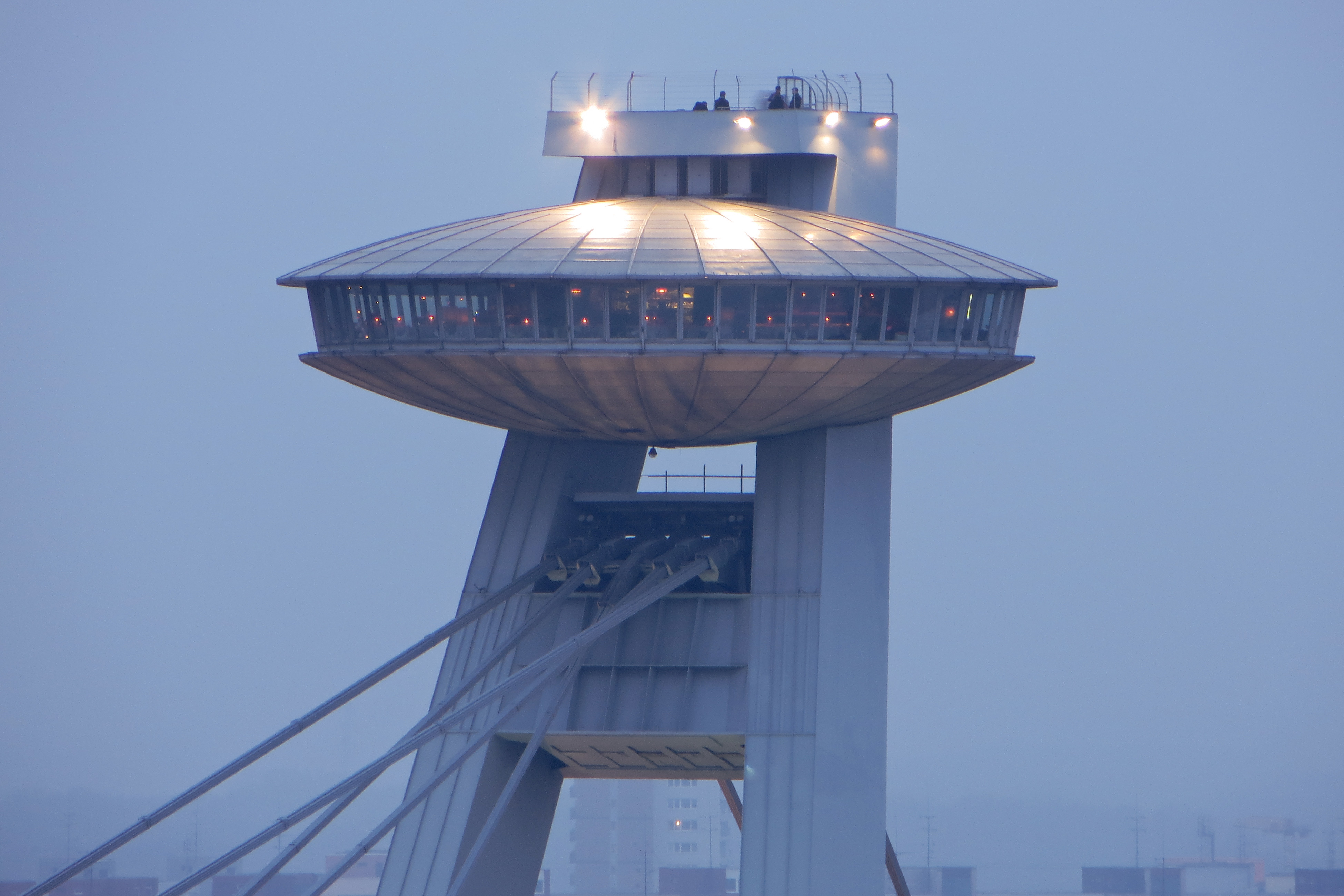
صورة مقربة على المطعم أعلى الجسر.

جسر الانتفاضة الوطنيّة السلوفاكيّة: (بالسلوفاكية: Most Slovenského národného povstania)‏، وتُختصر بِـ "Most SNP" أو الجسر الجديد: (بالسلوفاكية: Nový most)‏. هو جسر يمتد فوق نهر الدانوب في براتيسلافا عاصمة سلوفاكيا. بدأ بنائه عام 1967 وحتى عام 1978. يُعتبر أطول جسر معلق بأسلاك فولاذيّة في العالم؛ يحوي على بُرجٍ واحد، ويبلغ طول الحبل الواحد 303 مترًا (994 قدمًا). أما طول الجسر فيبلغ 430.8 مترًا (1,413 قدمًا)، وعرضه 21 مترًا (69 قدمًا)، ويزن 537 طنًا. في أعلى البرج مطعم على شكل طبق طائر، يرتفع فوق الجسر 84.6 مترًا (278 قدمًا)، ويوفر للزائرين منظرًا جميلًا للمدينة. يتم الوصول إليه باستخدام مصعد يقع في الركن الشرقي للبرج، وفي الركن الغربي يقع درج الطوارئ وفيه 430 درجة. على متن الجسر يوجد أربعة مسالك لحركة السيارات، وممرات للدراجات الهوائية والمشاة في الطابق السفلي منه.

## معرض صور

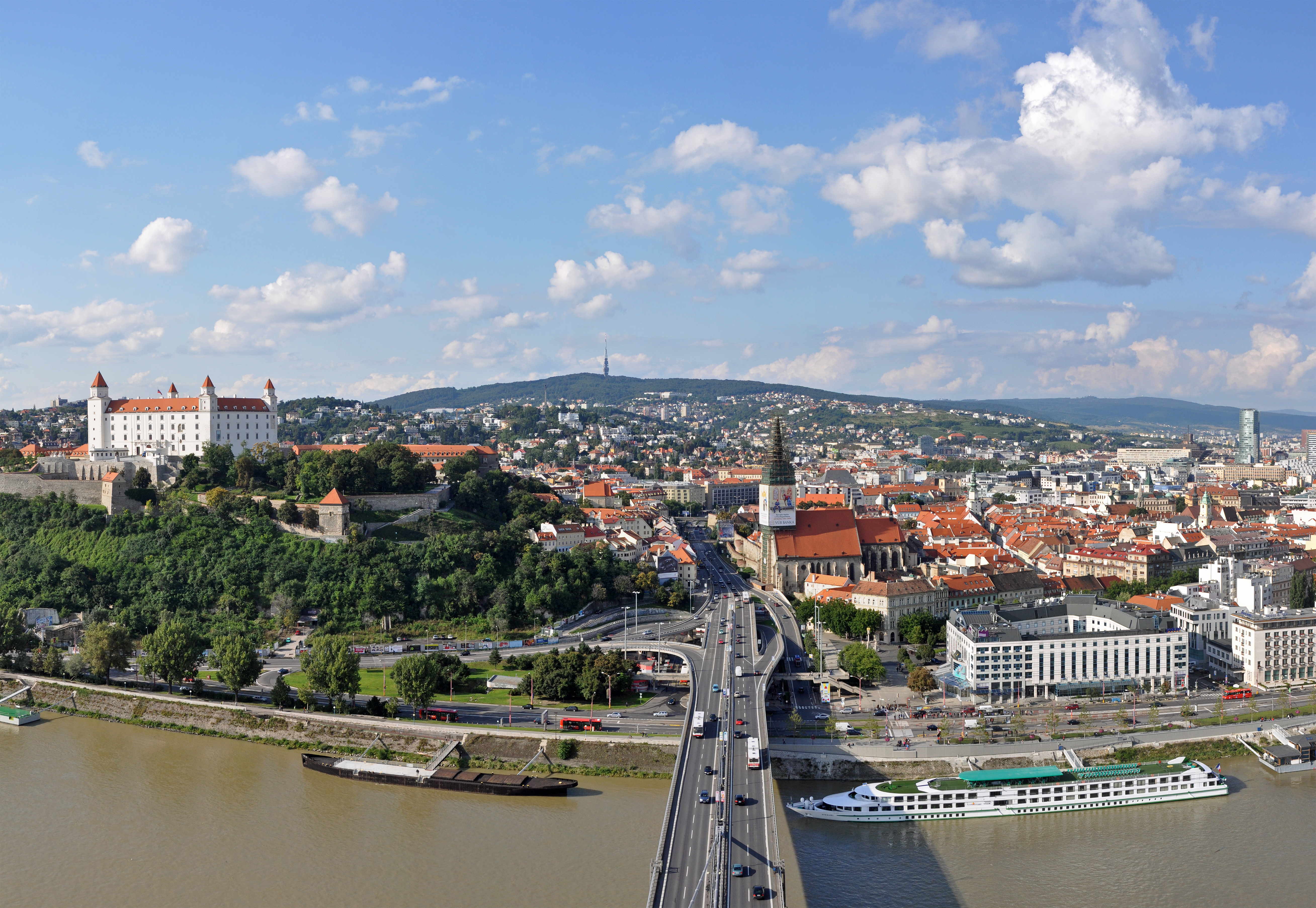
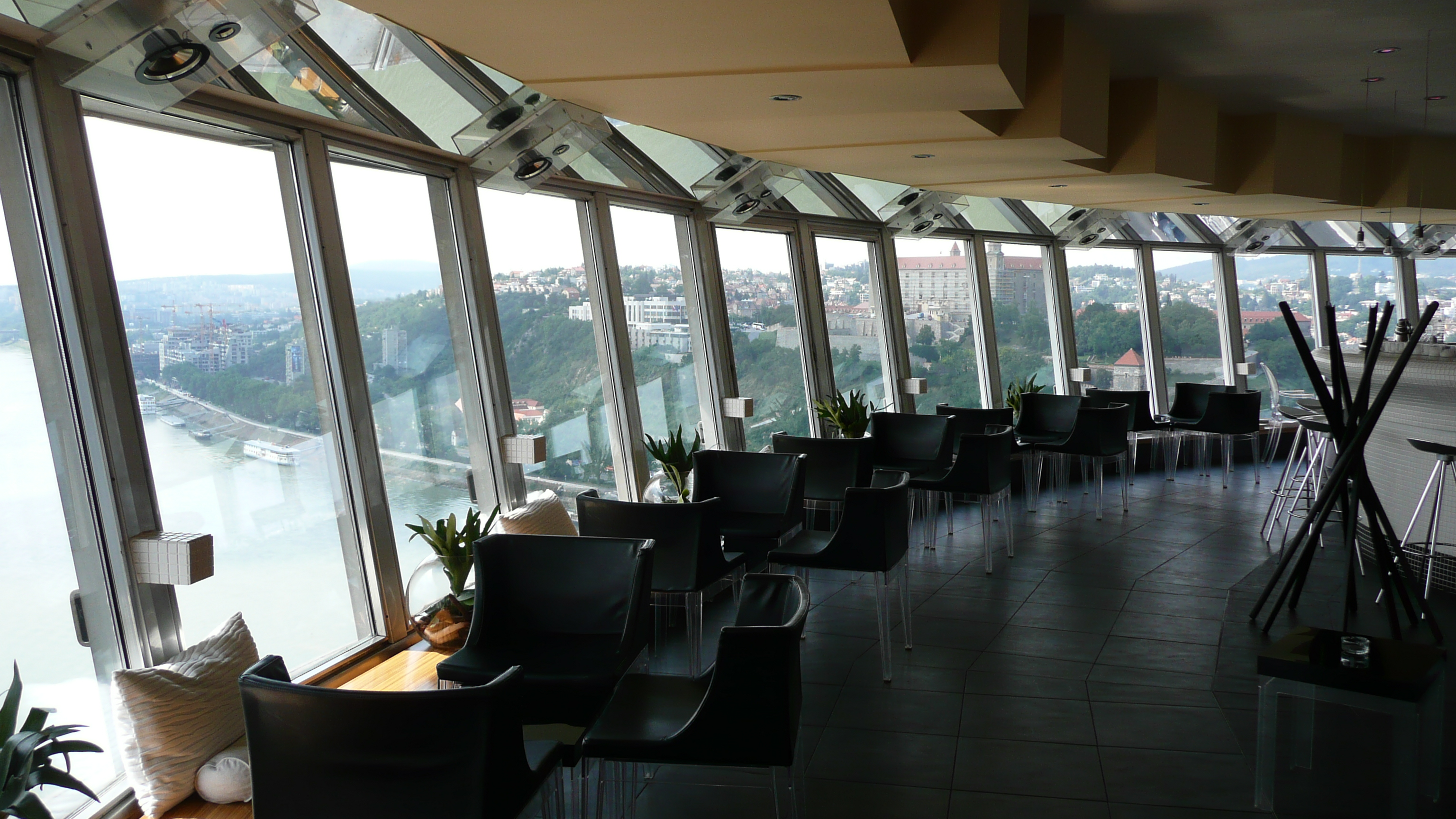
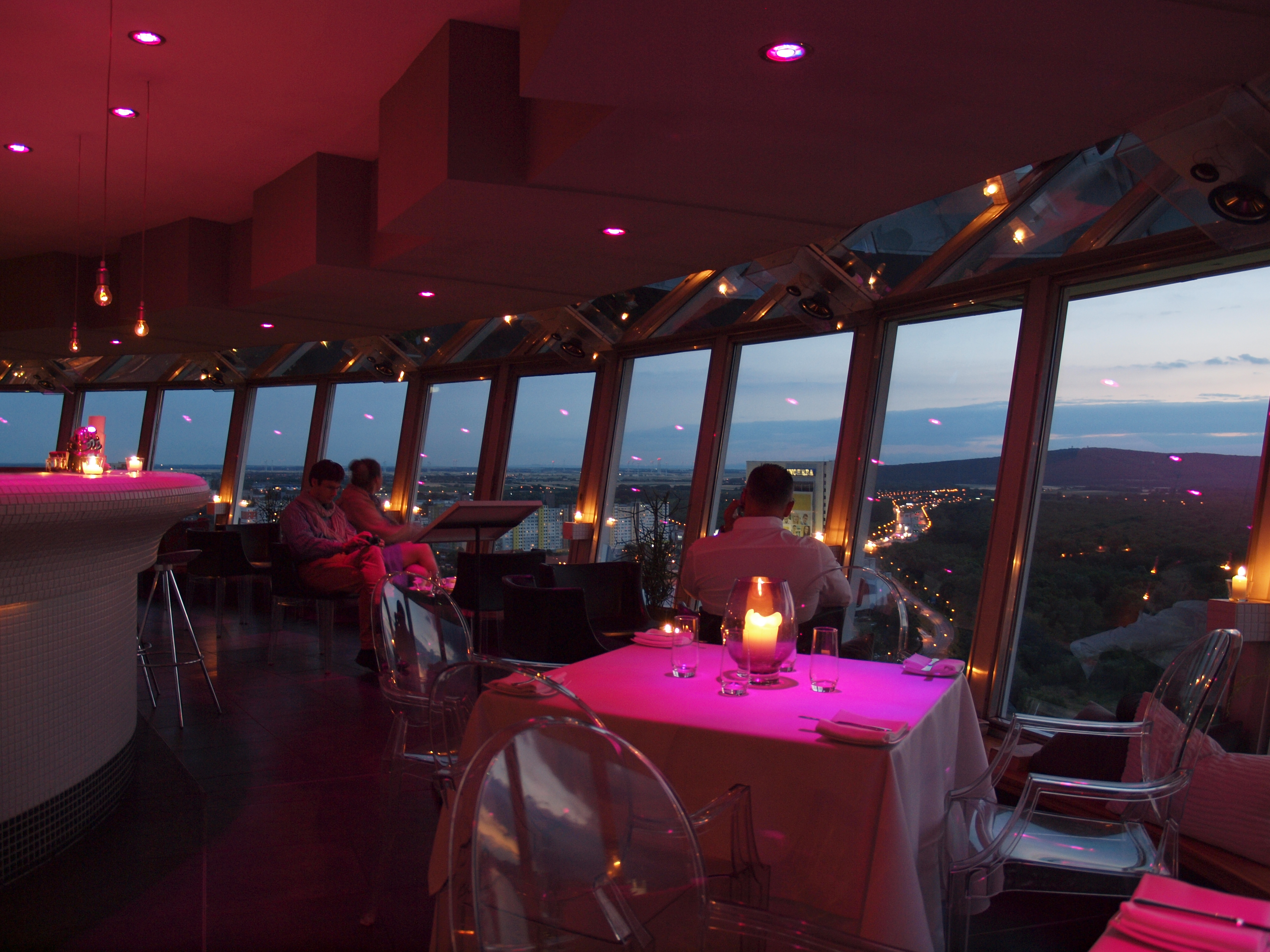
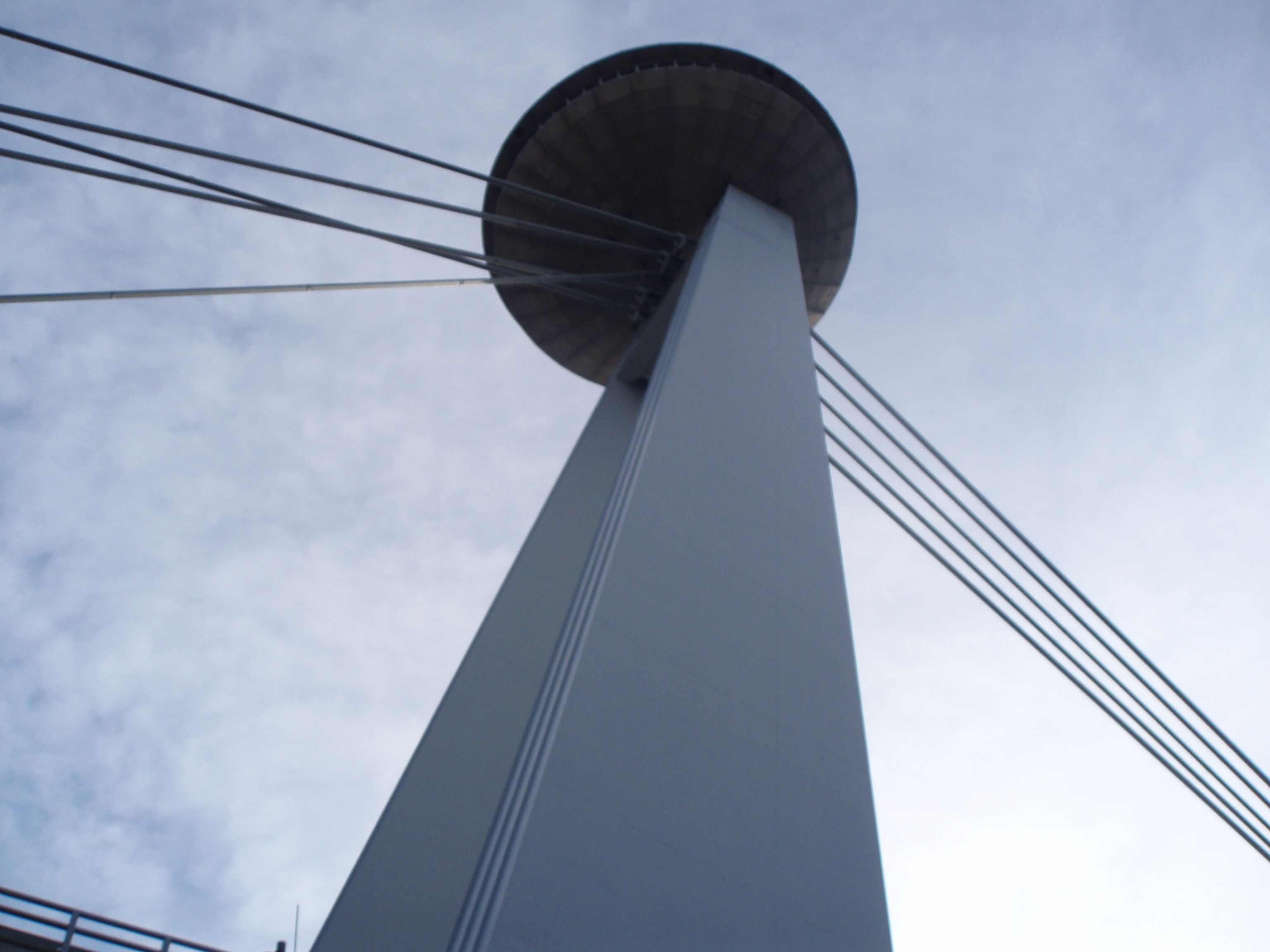
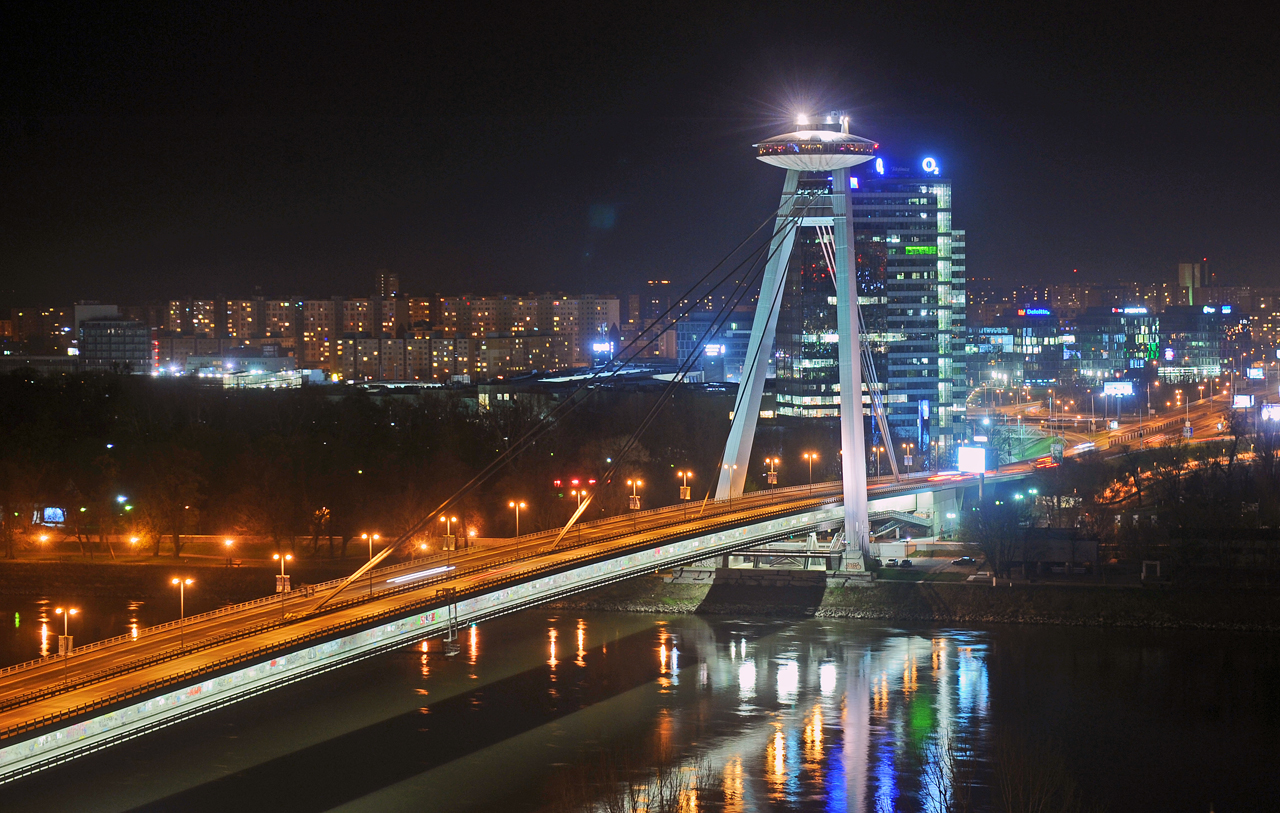